# Венгерская пехота

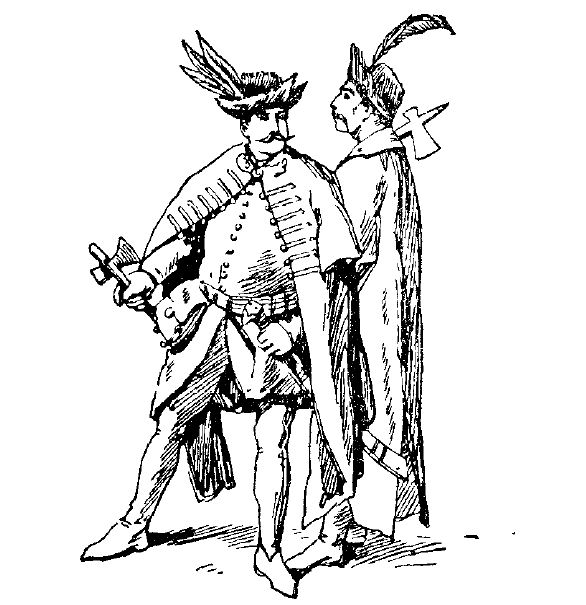
Пехота венгерская.

Венгерская пехота, польско-венгерская пехота, польская пехота (пол. Piechota węgierska, piechota polsko-węgierska, piechota polska), также известны как гайдуки — формирования армии Речи Посполитой, организованные на венгерский лад Стефаном Баторием в XVI веке. Они были личной охраной правителей и гетманов, были созданы по образцу, в частности, маршальской охраны. Со временем так стали называть пехотинцев армии польских магнатов.

## Организация
Солдаты набирались через набор сопровождения и набор барабанный, организовываясь в роты. Формировались небольшие отряды численностью от 100 до 600 человек, поскольку не было обширного офицерского состава, что затрудняло командование более крупными тактическими соединениями. В случае отрядов численностью более 100 солдат знамя делилось на левое и правое крыло, а они делились на десятки, которыми командовали декады. Меньшие отряды делились только на десятки.
Пехотой командовал гетман венгерской пехоты). Ротой пехоты командовали капитан или полковник с лейтенантом и прапорщиком (обычно по одному на каждые 100 солдат). Добровольцы, пополнявшие ряды этого рода пехоты, происходили в основном из мещан, реже из крестьянства, но только из королевских поместий. Фактором, повлиявшим на численность была большая продолжительность обучения — около трех лет. Дворяне обычно выполняли только офицерские функции.

## Тактика
Деление на роты облегчало организацию подразделения в десятирядном строю, используемом во время боя в полевых условиях.

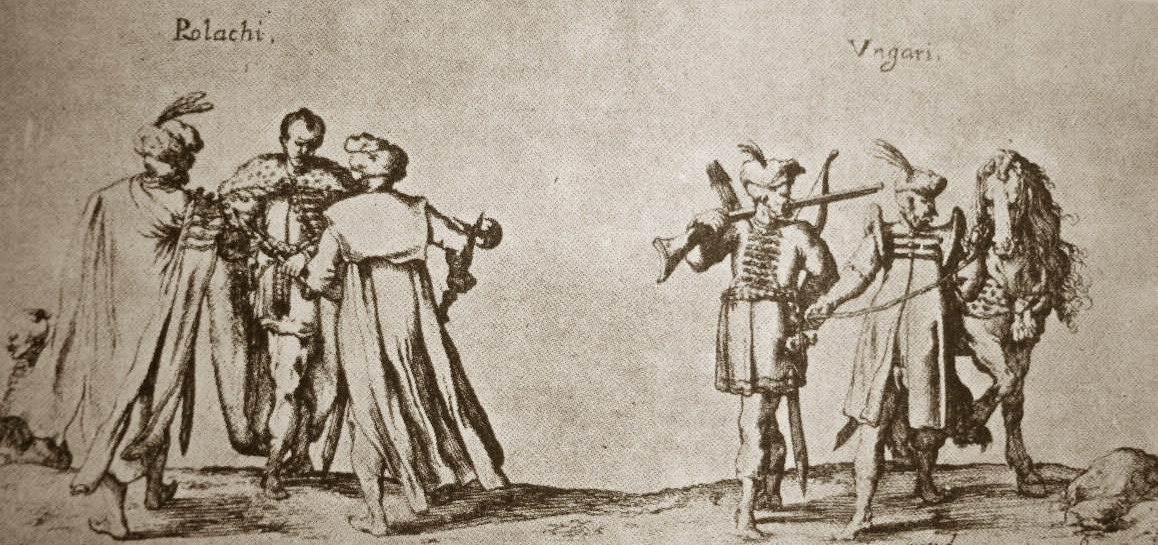
Пехота польская и пехота венгерская.

Во время боя отряд строился десятью шеренгами по десять человек, первые девять шеренг стояли на коленях, в то время как последняя стреляла поверх голов своих сослуживцев, после чего следующая шеренга повторяла её действие. Подобный приём был известен как «огненная атака».
В случае, если вражеское подразделение давало залп, гайдуки падали на землю для снижения потерь. Часто, когда расстояние до вражеского отряда уменьшалось, солдаты забрасывали пищали на спину и атаковали в рукопашную саблями или топорами.
Венгерская пехота использовалась для штурмов и обороны укрепленных позиций. Они также занимались инженерными и саперными работами.

## Вооружение
Основным вооружением было длинноствольное огнестрельное оружие — вначале ручница, позднее аркебуза или мушкет. Типичная аркебуза гайдуков имела длину около 1,2 м, из них 63 см приходилось на ствол калибром 16,8-17 мм. Пороховые заряды, предварительно отмеренные (25 грамм) и завернутые в бумагу, хранились в мешках или подсумках, что приводило к повышенной скорострельности.
В отличие от пехоты авторамента, пики ими не использовались. Часто, особенно в ранний период существования, полководцы использовали мечи как символы власти.
Холодным оружием были короткие бердыши (также использовавшиеся как вилы), сабли, топоры, а иногда и манжеты и наполнители. Десятники были вооружены саблей и своеобразной короткой алебардой — дардом. Офицеры, кроме сабель, часто использовали различное, как правило, короткоствольное огнестрельное оружие.

## Униформа
Различалась в зависимости от пожеланий учредителя или сеймика. В государственных частях наиболее распространенным цветом пехоты был синий, известный как «облачный». Венгерская пехота, польско-венгерская пехота и польская пехота отличались только цветом одежды.